# برايان لو
برايان لو (بالإنجليزية: Brian Law)‏ (1970 في المملكة المتحدة - ) هو لاعب كرة قدم بريطاني في مركز الدفاع. شارك مع منتخب ويلز لكرة القدم. أما مع النوادي، فقد لعب مع كوينز بارك رينجرز ونادي ميلوول ووولفرهامبتون واندررز.

## وصلات خارجية
- برايان لو على موقع قاعدة بيانات كرة القدم.إي يو (الإنجليزية)
- برايان لو على موقع Soccerbase.com (لاعب) (الإنجليزية)